# Guldstolen
Guldstolen är ett pris för årets bästa inredningsarkitektur som varje år delas ut av Sveriges Arkitekter på Arkitekturgalan. Tidigare gick Guldstolen vartannat år till ett inredningsarkitekturprojekt och vartannat till en möbel, satt i serieproduktion. Mellan 2016 och 2021 gick den enbart till ett inredningsarkitekturprojekt. Från 2022 delas den ut i två klasser: interiör och produkt. Interiör delas ut varje år och produkt vartannat år. Pristagarna i båda kategorierna ska ha högt konstnärligt, innovativt värde samt vara funktionell och välgestaltad. Guldstolens jury utses av Sveriges Arkitekters akademi för inredningsarkitektur. 

## Guldstolspristagare
- 2005 – Sittmöbeln Bimbo av Peter Brandt och stolen Core av Mattias Ljunggren
- 2006 – Brios huvudkontor av Urban Design
- 2007 – BIN papperskorg av Front
- 2008 – P O Medica Education Centre av 2hild
- 2009 – Stolen Tio av Chris Martin
- 2010 – Restaurang Buco av Nero Rachid Lestaric
- 2011 – Stolen Ru av Shane Schneck
- 2012 – No Picnic kontor av Elding Oscarsson,
- 2013 – Armaturen Ascent av Daniel Rybakken
- 2014 – Restaurang SK Mat & Människor av OkiDoki! Arkitekter
- 2015 – Stolen Unna chair av Monica Förster
- 2016 – Restaurang Luzette, Stockholm, av Jonas Bohlin
- 2017 – Arbetsklubben "Alma", av Tham & Videgård Arkitekter
- 2018 – Brf Biblioteket No. 5 av Jägnefält Milton i samarbete med Mats Theseliu[2]
- 2019 – Blique by Nobis, Vasastaden, Stockholm, av Wingårdhs[3]
- 2020 – Restaurang Aira, Djurgården, Stockholm, av Jonas Bohlin
- 2021 – Kunskapshuset, Gällivare, av Lilljewall arkitekter och MAF Arkitektkontor[4]

### Pristagare interiör
- 2022 – Uppsala Stadsteater av Studio Feuer AB[5]
- 2023 – KTH Huvudbyggnad av White arkitekter[6]

### Pristagare produkt
- 2022 – Glänta utomhusgym av Jan Loftén Glänta Design[7]
- 2024 - Vyn karmstol ritad av Anton Björsing för möbelproducenten Gärsnäs